# Adolf von Kröner
Gustav Adolf Kröner (à partir de 1905 : von Kröner), né le 26 mai 1836 à Stuttgart où il est mort le 29 janvier 1911, est un éditeur wurtembergeois qui eut une influence majeure dans les milieux conservateurs de la fin du XIXe siècle. Il fut éditeur et directeur de la rédaction de Die Gartenlaube de 1883 à 1903. Il interdit tout sujet politique, religieux ou social dans son journal.  Il fut anobli en 1905.